# Vitkroatien

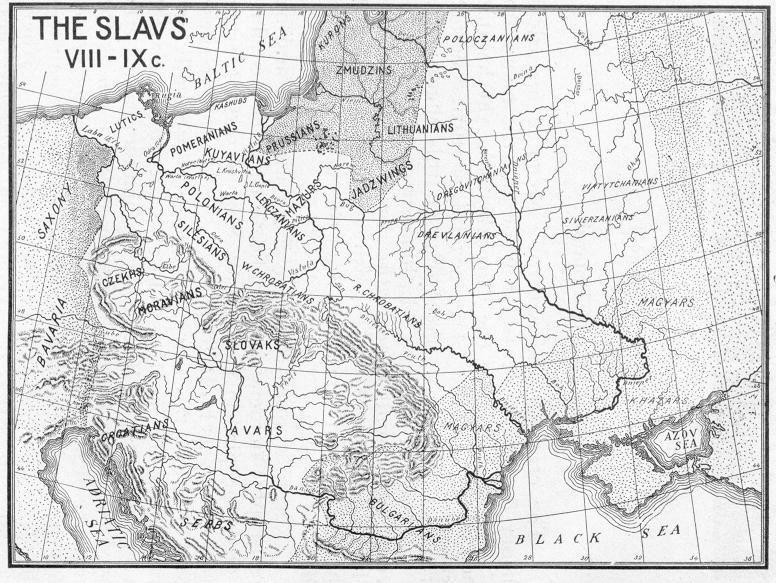
Karta över de slaviska folkstammarna omkring 600-talet.

Vitkroatien eller Chrobatien är ett vagt definierat geografiskt område norr om Karpaterna som anses ha varit kroaternas urhem innan migrationen under 600-talet som ledde dem till dagens Kroatien. Vitkroatien tros ha legat i dagens Centraleuropa, öster om Bayern, norr om Ungern, söder om Polen och väster om Ukraina. Dess huvudort tros ha varit Kraków i dagens Polen.

## Historia
Enligt det historiska verket De administrando imperio, som författades av den bysantinske kejsaren Konstantin Porphyrogennetos under 900-talet, kom kroaterna från Vitkroatien till dagens Kroatien under 600-talet. De hade blivit inbjudna av den bysantinska kejsaren Flavius Heraclius Augustus till området för att skydda rikets gränser. Kroaterna grundade det dalmatiska Kroatien och sedan det pannoniska Kroatien som efter en förening under 900-talet kom att bilda det medeltida kroatiska kungariket under kung Tomislav I.